# Aarestrup Sogn
Aarestrup Sogn er et sogn i Rebild Provsti (Aalborg Stift).
Buderup Sogn og Gravlev Sogn var indtil 1867 annekser til Aarestrup Sogn. Alle 3 sogne hørte til Hornum Herred i Ålborg Amt. Derefter blev Haverslev Sogn i Års Herred (også i Ålborg Amt) anneks til Aarestrup Sogn. Trods annekteringen var Aarestrup en selvstændig sognekommune. Den blev ved kommunalreformen i 1970 indlemmet i Støvring Kommune, der ved strukturreformen i 2007 indgik i Rebild Kommune.
I Aarestrup Sogn ligger Aarestrup Kirke.
I sognet findes følgende autoriserede stednavne:
- Bavnehøj (areal)
- Ersted (bebyggelse, ejerlav)
- Ersted Skov (areal)
- Foldager (bebyggelse, ejerlav)
- Møgelhøj (areal)
- Stubberupgård (bebyggelse)
- Torsted (bebyggelse, ejerlav)
- Torsted Bjerg (areal)
- Torsted Mølleby (bebyggelse)
- Torstedlund (ejerlav, landbrugsejendom)
- Torstedlund Skov (areal)
- Aarestrup (bebyggelse, ejerlav)